# Ceropegia hermannii
Ceropegia hermannii là một loài thực vật có hoa trong họ La bố ma. Loài này được Rauh & Teissier mô tả khoa học đầu tiên năm 1996.